# Estany de la Poma
L'Estany de la Poma és un estany natural, inclòs al Catàleg d'Espais d'Interès Natural i Paisatgístic de les Comarques Gironines, situat a Riells, L'Escala, a l'Alt Empordà. Mesura 230 metres de llargada de nord a sud, i 55 metres d'amplada d'est a oest, amb una àrea total aproximada de 10.920m².
Poc conegut fins a l'actualitat, degut a estar dins els terrenys d'un càmping. Al tancar aquest, a l'any 2017, s'estan realitzant propostes per a recuperar l'estany i el seu entorn natural, de 8,2 hectàrees, que inclou restes arqueològiques del segle ii aC i del segle iii.